# Шехара
Шехара (араб. شهارة; англ. Shaharah, Shahara або Shehara) — велике гірське село, розташоване в мудеріі Шехара мухафази Амран  в Ємені. Село «знаходиться на висоті 2600 метрів з видом набряклого і опуклого гірського пейзажу на південь і мерехтливих жарких рівнин на північ.» Це село лежить на вершині гостроверхій гори з однойменною назвою Джебель Шехара (англ. Jabal Shaharah), і складається з декількох старих кам'яниць і водного резервуару. Цей район відомий своїм вапняковим арочним мостом, побудованим в XVII столітті місцевим правителем для з'єднання двох сіл по обидва боки глибокої ущелини.

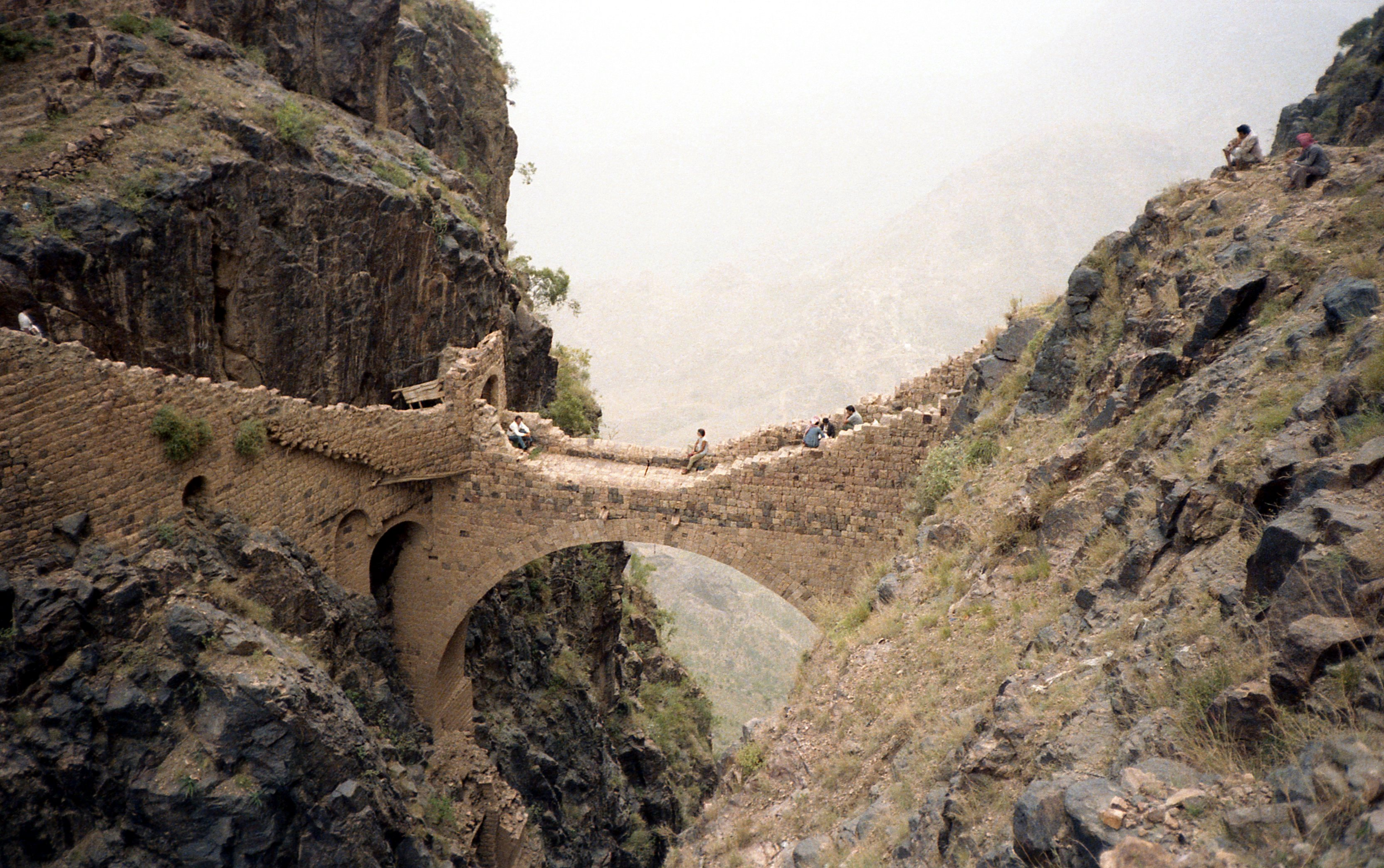
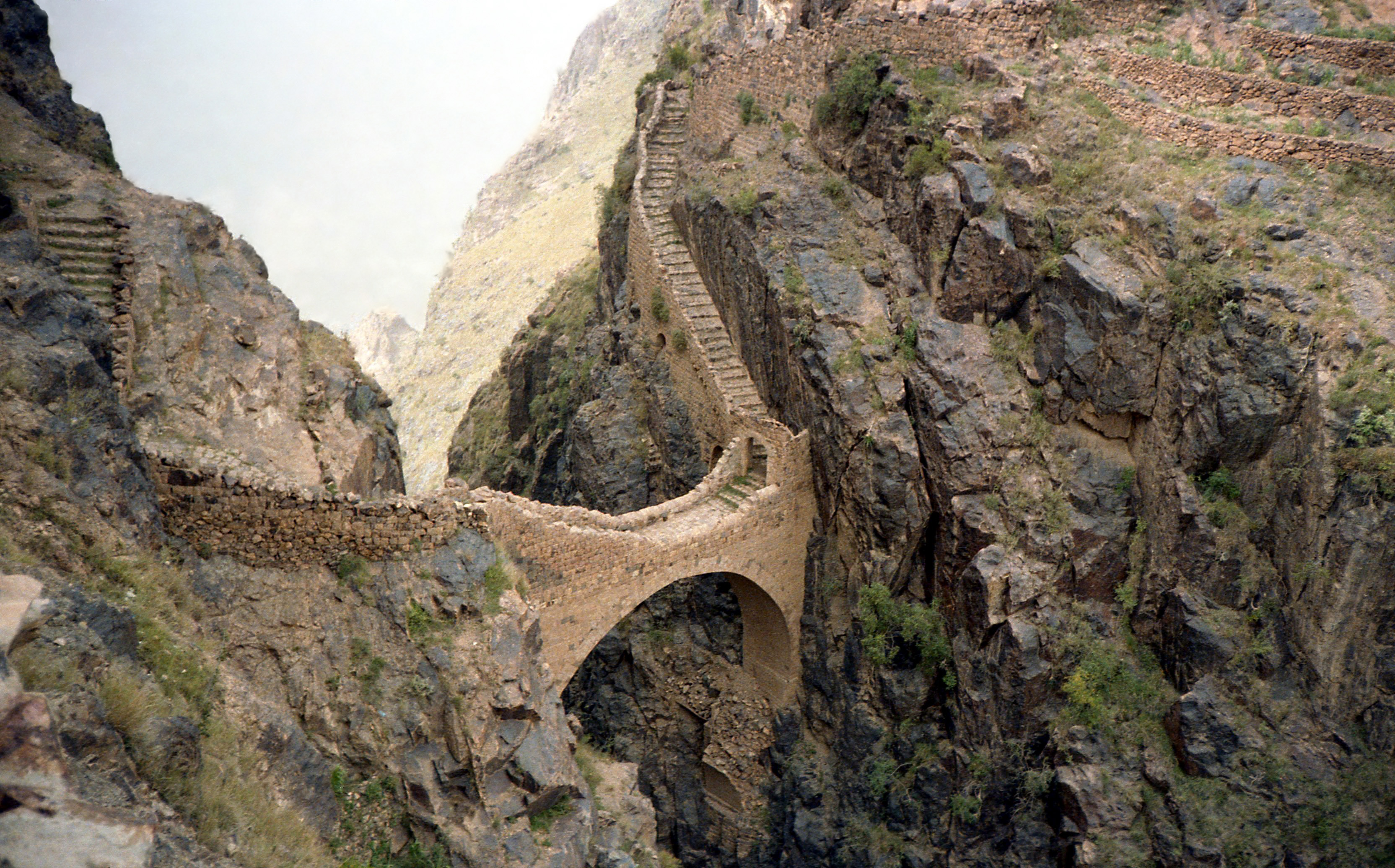
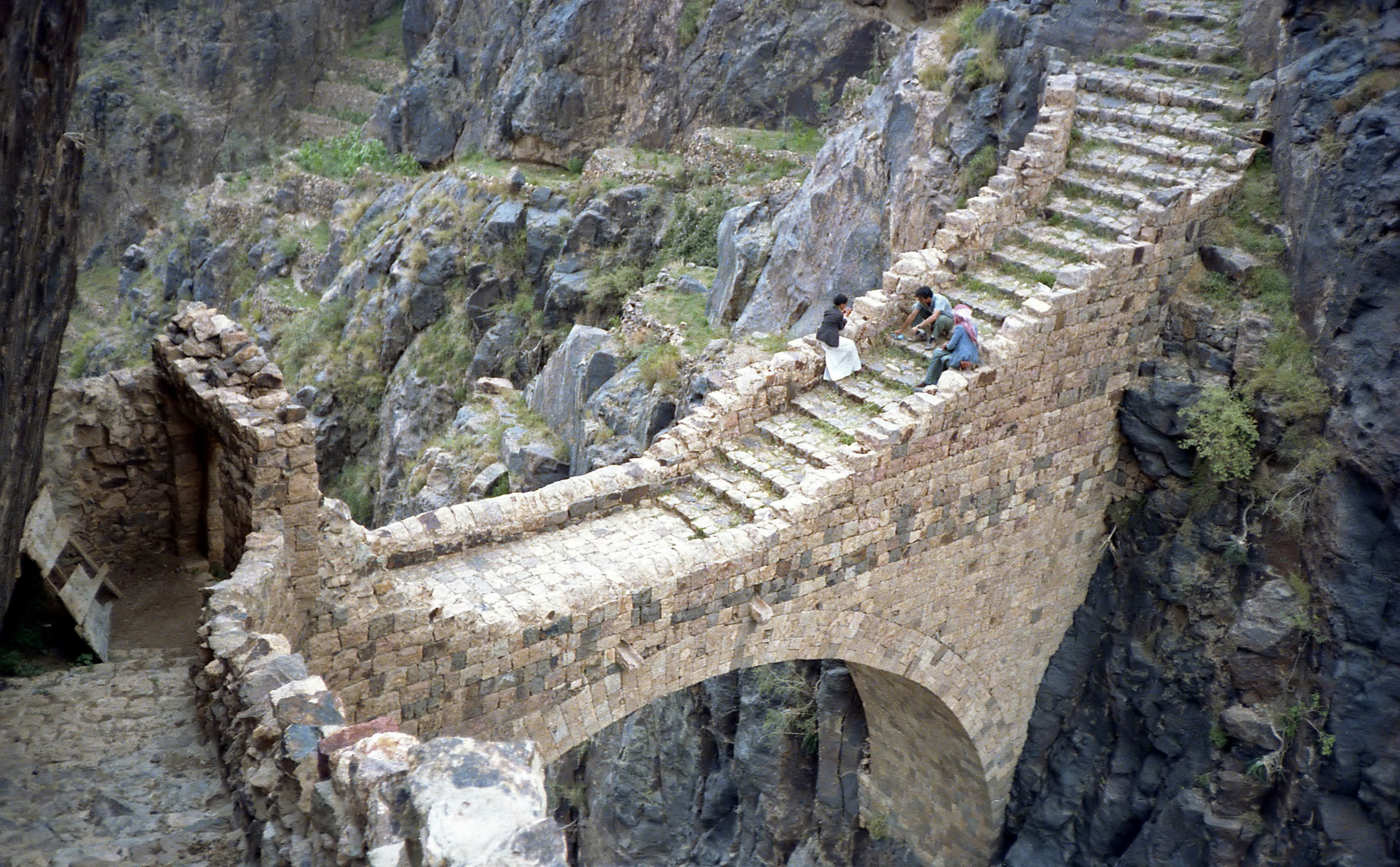
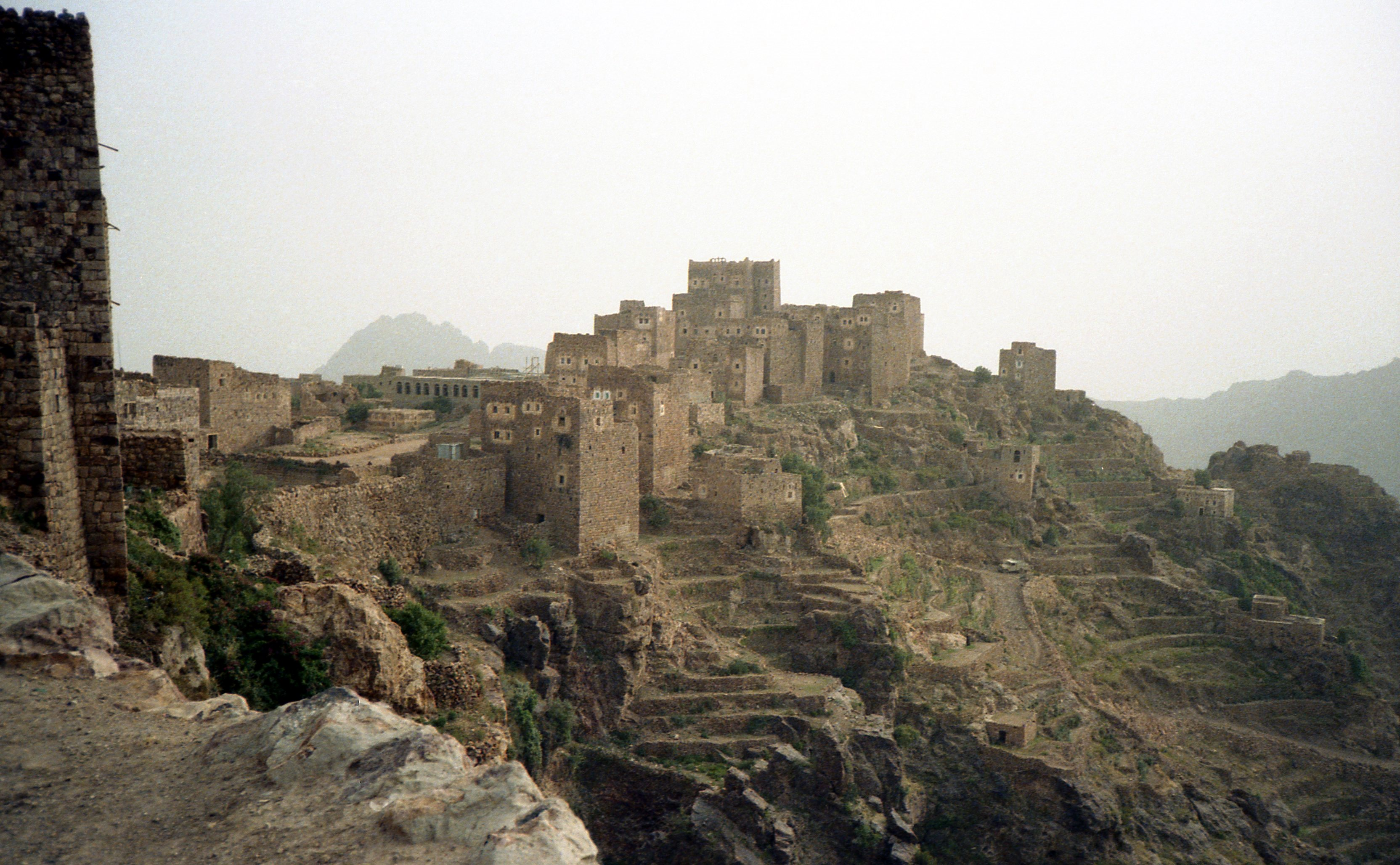

## Історія села
Після смерті імама аль-Махді аль-Хусейна, його брат Джафар (англ. Ja'far) зіграв політичну роль як емір єменського високогір'я в плині кількох десятиліть. Він закріпився в недоступній твердині Шехара і був головним противником династії Сулайхідів в другій половині XI століття. Джафар і його потомство очолювали зайдитську секту, відому як «Хусейнія» (англ. Husayniyya) після аль-Махді аль-Хусейна.

## External links
- Зображення моста на горі Шехара на монеті Республіки Ємен [Архівовано 10 травня 2015 у Wayback Machine.]

| Ємен | Це незавершена стаття з географії Ємену. Ви можете допомогти проєкту, виправивши або дописавши її. |